# Maxwell Jacob Friedman
Maxwell T. Friedman (Nova Iorque, 15 de Março de 1996), é um lutador de wrestling profissional americano, mais conhecido pelo nome de ringue Maxwell Jacob Friedman ou a forma abreviada MJF. Ele está atualmente na All Elite Wrestling. Ele também é conhecido por sua passagem na Major League Wrestling (MLW), onde já foi Campeão Mundial de Duplas da MLW, além de ter sido o campeão inaugural do Campeonato Mundial dos Pesos-Médios da MLW. Friedman também trabalhou no circuito independente americano aparecendo mais, foi nomeadamente para a Combat Zone Wrestling, onde ele foi uma vez Campeão Mundial de pesos Pesados da CZW e duas vezes Campeão Wired da CZW.

## Carreira de wrestling profissional

### O início da carreira (2015)
Friedman foi treinado por Curt Hawkins e Pat Buck e fez sua estréia nos ringues na Create A Pro Wrestling Academy em Hicksville, Nova York, em fevereiro de 2015. Ele também lutou para a Combat Zone Wrestling  e para a Five Borough Wrestling durante o ano de estreia e passou a aparecer em vários promoções em todo o nordeste no circuito independente de luta livre.
Friedman trabalhou sob o novo nome de ringue Pete Lighting em vários eventos da CZW Dojo Wars em 2015, geralmente em combates tag team com Hous Blazer e Penélope Ford. No dia 7 de setembro de 2016 edição de a primeira edição do CZW Dojo Wars, ele voltou ao seu antigo nome de tingue  Maxwell Jacob Friedman, ele entrou para o torneio Dramatic Destination Series. Em 13 de Maio de 2017, no CZW Sacrifices, Friedman derrotou Johnny Yuma para ganhar o  CZW Wired Championship. Ele ganhou sua primeira defesa de título derrotando Trevor Lee. Ele, com êxito, manteve o título em lutas contra Mike Del, John Silver e Ace Romero. Em 14 de outubro, no CZW The Wolf Of Wrestling, Friedman perdeu o título para Joey Janela. Dois meses depois no CZW Cage Of Death 19, Friedman ganhou o título de volta depois de derrotar Janela em uma revanche.
Friedman retornou em 10 de fevereiro de 2018 no CZW Nineteen, onde venceu a 27-Man Battle Royal para se tornar o novo desafiante pelo Campeonato Mundial dos Pesos Pesados da CZW. Ele também defendeu com sucesso o CZW Wired Championship contra Alex Colon. Ele foi o último campeão Wired da CZW antes de abficar do título no dia 14 de abril no CZW Best Of The Best 17. Lá, ele derrotou Rickey Shane Page para vencer o Campeonato Mundial da CZW pela primeira vez.

### Major League Wrestling (2017–presente)

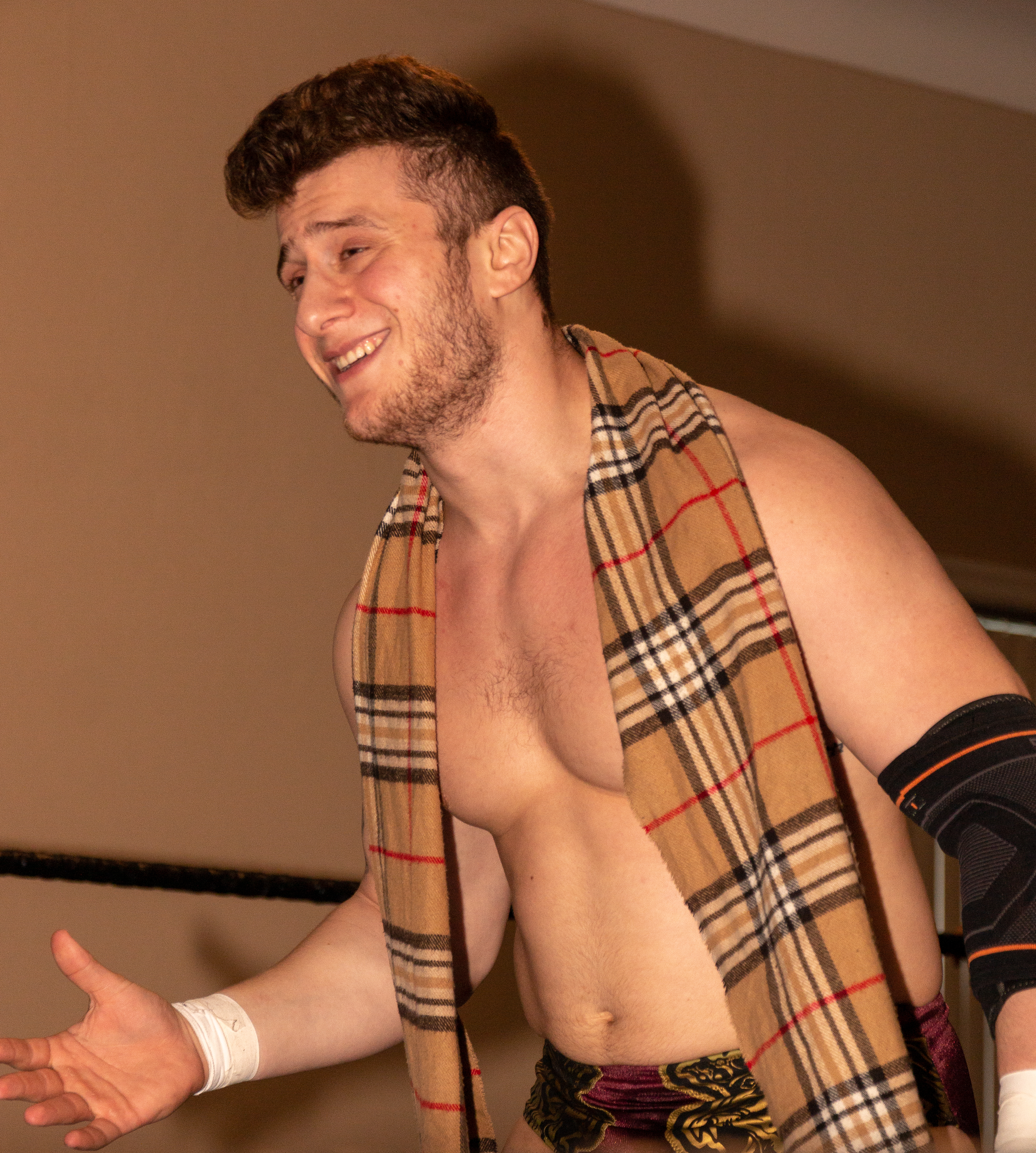
Friedman executando em um circuito independente show em novembro 2018

Estreando no dia 5 de outubro de 2017, a Major League Wrestling's MLW Um Tiro, Friedman derrotou Jimmy Yuta. Dois meses mais tarde, em MLW Nunca Dizer Nunca, Friedman derrotado Joey Ryan. Ele voltou em 11 de janeiro de 2018, MLW Zero Hora em uma partida perdida para Brody Rei. No dia 8 de fevereiro no MLW Estrada Para O Campeonato do Mundo, Friedman entrou no MLW Campeonato Mundial de pesos Pesados do Torneio onde foi eliminado na primeira rodada pelo lutador Britânico Jimmy Estragos. Depois de Friedman passou a desfrutar de uma série de vitórias, começando no MLW Spring Break, onde ele derrotou Lance Anoai. Em seguida, ele derrotou o Fred Yehi
e Montel Vontavious Porter em Joe dois próximos eventos. Ele passou a enfrentar Joey Ryan no dia 29 de julho episódio da MLW de Fusão para ganhar a vaga de MLW Middleweight Championship. Em seguida, ele enfrentou o Ryan de novo no dia 21 de setembro, 2018 edição da Fusão, em um misto de tag team, onde ele se uniu com a Aria Blake para derrotar o Joey Ryan e Taya Valkyrie. Em 25 de novembro de 2018, Friedman revelou que ele tinha sofrido uma fractura no cotovelo, com um tempo de recuperação de 4-6 semanas. MLW anunciou mais tarde que o Middleweight título foi retirado de Friedman, não sendo resolvida no tempo para o seu agendada defesa do título em MLW ao vivo da Fusão de 14 de dezembro de episódio. Em MLW SuperFight em 2 de fevereiro de 2019, MJF desafiou o novo campeão do mundo de Pelúcia Hart para uma correspondência para o Middleweight Championship em um episódio posterior da MLW de Fusão. Mais tarde, ele ganhou o MLW World Tag Team Championship com Richard Holliday como parte de sua Dinastia.

### All Elite Wrestling (2019–presente)
Em 7 de janeiro de 2019, foi anunciado que Friedman tinha assinado com a All Elite Wrestling (AEW). Ele estreou no Double or Nothing como uma participante da Casino Battle Royale por uma oportunidade pelo Campeonato Mundial da AEW. Ele durou até o final, antes de ser eliminado por Adam Page. Friedman passou a competir em um combate Fatal 4-Way contra Page, Jimmy Havoc e Jungle Boy no Fyter Fest, em junho, que Page também venceu. No mês seguinte, no Fight For The Fallen, ele juntou-se a Shawn Spears e Sammy Guevara para derrotar Havoc, Darby Allin e Joey Janela em uma luta de trios.
No primeiro episódio do AEW Dinamite - em 2 de outubro, 2019 - Friedman derrotou Brandon Cutler por submissão. Na semana seguinte, Friedman interveio no ataque de seu melhor amigo Cody Rhodes pelo Inner Circle. Ele manteve sua fidelidade para com Cody, atacando Santana e Ortiz com uma cadeira de aço.

## Vida pessoal
Friedman se formou em Plainview – Old Bethpage John F. Kennedy High School, em Plainview, NY em 2014. Ele era um membro do time de futebol. Durante seu último ano, ele foi nomeado Menção Honrosa, Todo o país, para o bem do futebol. Ele brevemente participou de Hartwick College.
Em 2001, Friedman apareceu em um episódio de The Rosie O'Donnell Show, cantando "Você é o Meu Sol", depois de seus pais apresentou uma fita dele cantando. Depois de um vídeo de sua performance ressurgiu em 2019, Friedman (em caracteres) inicialmente negado a aparência antes de admiti-lo, afirmando que Rosie O'Donnell estava tentando se prender sua estrela cadente e que ele "não tem coragem" para dizer Britney Spears (que apareceu no mesmo episódio) que ela "não estava indo para torná-lo como um cantor."

## Campeonatos e realizações
- AAW Wrestling
  - AAW Heritage Championship (1 time)[20]
- All Elite Wrestling
  - Dynamite Diamond Ring (2019)
- Alpha-1 Wrestling
  - A1 Outer Limits Championship (1 time)[21]
- Combat Zone Wrestling
  - CZW Wired Championship (2 times)[22]
  - CZW World Heavyweight Championship (1 time)[23]
- Dramatic Dream Team
  - Ironman Heavymetalweight Championship (1 time)[24]
- Limitless Wrestling
  - Limitless Wrestling World Champion (1 time)
- Major League Wrestling
  - MLW World Middleweight Championship (1 time)[25]
  - MLW World Tag Team Championship (1 time, current) – with Richard Holliday
- Maryland Championship Wrestling
  - MCW Rage Television Championship (1 time)[26]
- Pro Wrestling Illustrated
  - Ranked No. 135 of the top 500 singles wrestlers in the PWI 500 in 2019[27]
- Rockstar Pro Wrestling
  - American Luchacore Championship (1 time)[28]

## No Wrestling
- Finisher
  - Salt of the Earth (Fujiwara armbar)

- Músicas de Entrada
  - "Better Than You" (2015 - atualmente)